# Mickaël Murcia
Pas d'image ? Cliquez ici

a Compétitions nationales et continentales officielles uniquement.

b Matchs officiels uniquement.
Mickaël Murcia, né le 7 février 1981 à Carcassonne, est un ancien joueur de rugby à XIII français évoluant au poste de demi de mêlée. Il effectue toute sa carrière au sein d'un même club, Limoux. Avec ce dernier, il remporte un titre de Championnat de France en 2016 en tant que capitaine, et un titre de Coupe de France en 2008. Ses performances en club l'ont emmené à connaître la sélection française dans les années 2000. Il met un terme à sa carrière sur le titre de Championnat de France 2016, mais revient à la compétition au sein du même club de Limoux à compter de 2017-2018. Il joue maintenant au sein du club de l’ARPAL à XV. 

## Biographie
Il est dans la vie au service des sports de la mairie de Limoux.

## Palmarès

### En club
- Vainqueur du Championnat de France : 2016 (Limoux).
- Vainqueur de la Coupe de France : 2008 (Limoux).
- Finaliste du Championnat de France : 2009, 2011 et 2018 (Limoux).
- Finaliste de la  Coupe de France : 2005, 2009, 2010, 2013, 2016 et 2018 (Limoux).

### Individuel
- XIII d'or 2019 (catégorie Joueur de l’année en Élite 1)[2].